# Камберак
Камберак (фр. Cambayrac) насеље је и општина у јужној Француској у региону Миди Пирене, у департману Лот која припада префектури Каор.
По подацима из 2011. године у општини је живело 144 становника, а густина насељености је износила 19,49 становника/km². Општина се простире на површини од 7,39 km². Налази се на средњој надморској висини од 266 метара (максималној 322 m, а минималној 140 m).

## Демографија
| 1962. | 1968. | 1975. | 1982. | 1990. | 1999. | 2011. |
| ----- | ----- | ----- | ----- | ----- | ----- | ----- |
| 54    | 74    | 77    | 99    | 109   | 119   | 144   |

График промене броја становника у току последњих година